# Musée d'art de la ville d'Onomichi
Le Musée d'art de la ville d'Onomichi (尾道市立美術館, Onomichi shiritsu bijutsukan) est un musée situé à Onomichi, dans la préfecture d'Hiroshima au Japon. 

## Histoire
Le musée ouvre ses portes en 1980, dans le but de promouvoir la culture artistique locale et de connecter les traditions japonaises avec le monde. Il est entièrement remanié et rénové par l'architecte Tadao Andō au début des années 2000 et rouvre en janvier 2003. 

## Description
Le bâtiment principal du musée abrite le hall d'entrée, une cafétéria, une boutique et des salles d'exposition. Le deuxième étage offre une vue panoramique sur la ville et la mer intérieure de Seto. Sa toiture s'inspire de celle du temple Saigoji, situé à Onomichi.
Le nouveau bâtiment conçu par Tadao Andō, collé au bâtiment principal, est une structure en béton apparent et en verre. Il abrite des salles d'exposition.

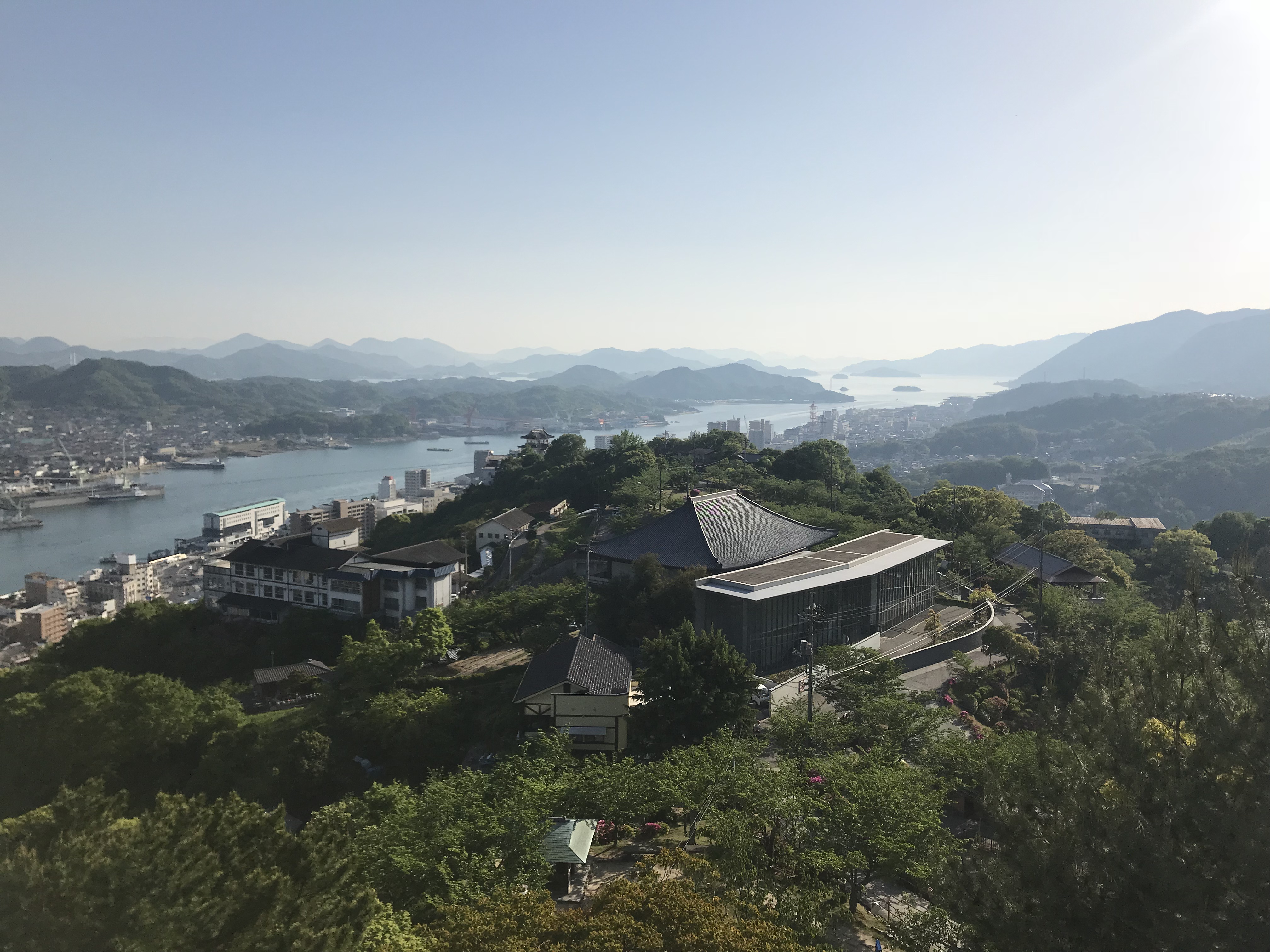
Vue générale du musée.
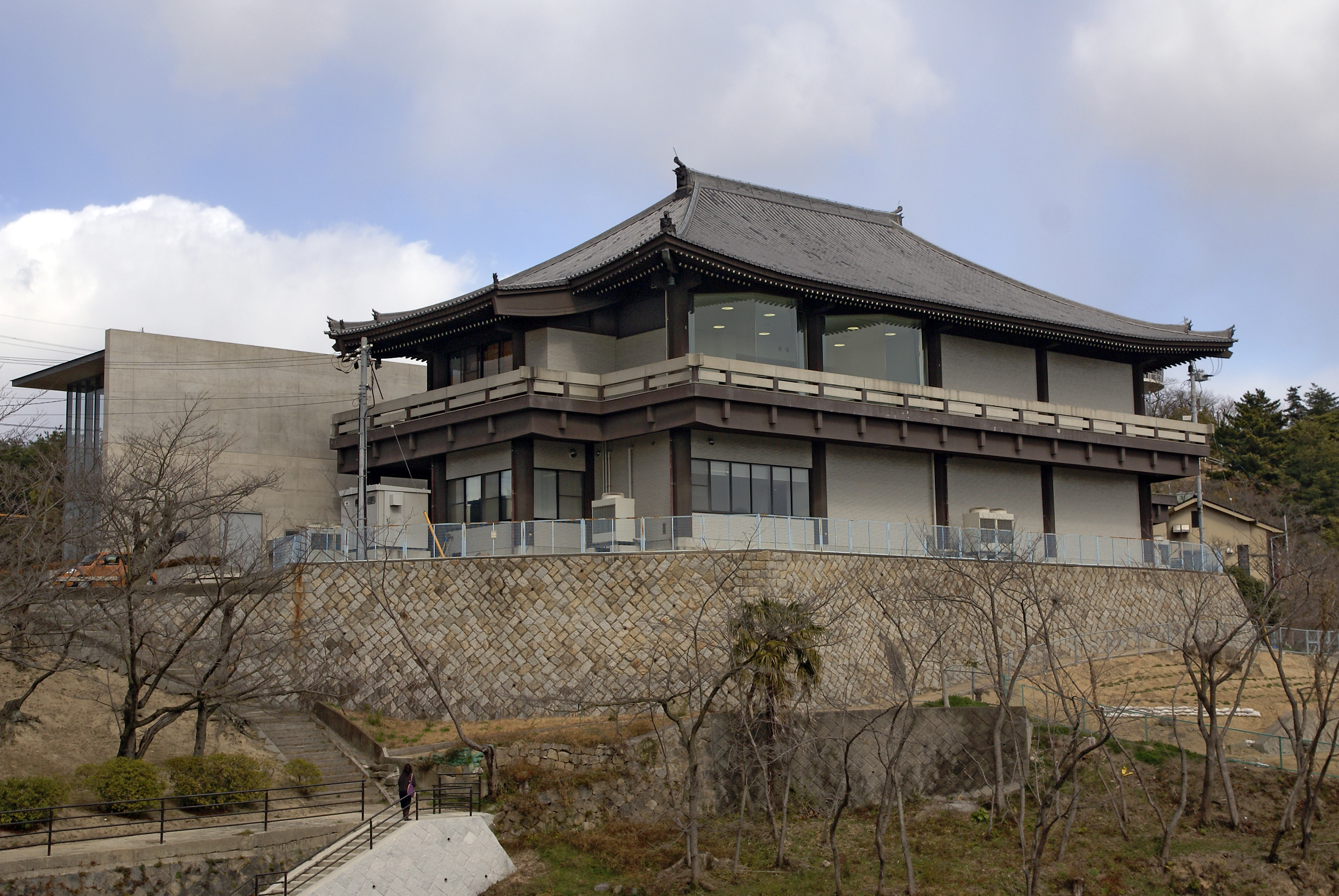
Bâtiment principal.
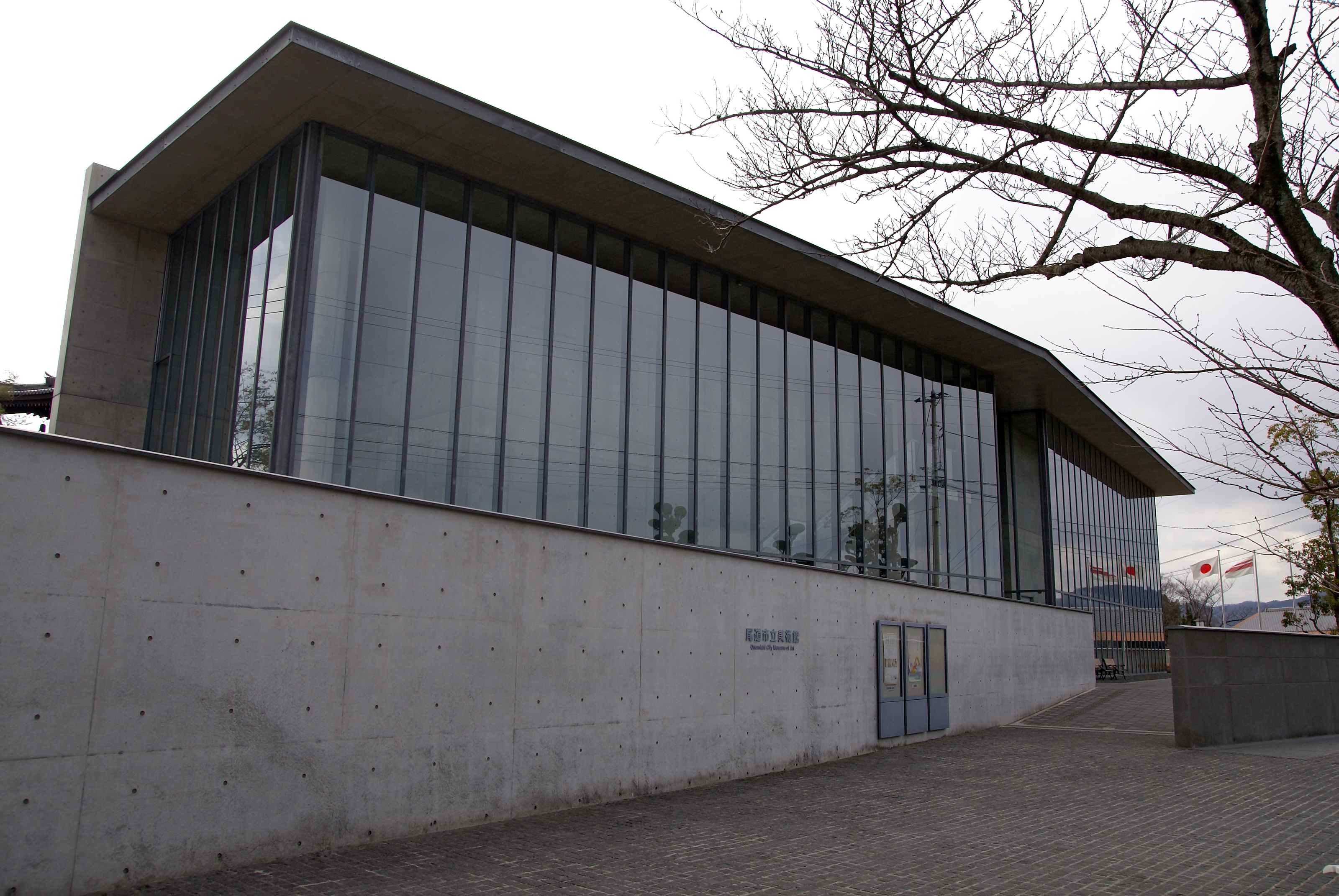
Nouveau bâtiment de Tadao Andō.

## Collections
Le musée abrite une collection variée qui met l'accent sur les œuvres d'artistes liés à Onomichi, tels que Wasaku Kobayashi, ainsi que des tableaux d'artistes japonais et occidentaux.

## Accès
Le musée est accessible en prenant le téléphérique Senkōji, ou à environ 20 minutes à pied depuis le centre-ville d'Onomichi.

## Horaires et tarifs
- Horaires : Ouvert de 9h00 à 17h00 (dernière entrée à 16h30), fermé les lundis (sauf jours fériés) et pendant certaines périodes de changement d'exposition[4].
- Tarifs : Les tarifs varient selon les expositions ; l'entrée est gratuite pour les collégiens et les plus jeunes.